# Andrea Di Girolamo
Andrea Di Girolamo es un deportista italiano que compitió en taekwondo. Ganó una medalla de bronce en el Campeonato Europeo de Taekwondo de 1998, en la categoría de –54 kg.

## Palmarés internacional
| Campeonato Europeo | Campeonato Europeo       | Campeonato Europeo | Campeonato Europeo |
| Año                | Lugar                    | Medalla            | Categoría          |
| ------------------ | ------------------------ | ------------------ | ------------------ |
| 1998               | Eindhoven (Países Bajos) | Medalla de bronce  | –54 kg             |